# Ginástica artística na Universíada de Verão de 2007 - Feminino
Os resultados femininos da ginástica artística na Universíada de Verão de 2007 contaram com todas as provas.

## Resultados

### Individual geral
Finais
| Posição           | Ginasta               | Total |
| ----------------- | --------------------- | ----- |
| Medalha de ouro   | CHN Zhou Zhuoru       |       |
| Medalha de prata  | UKR Olga Shcherbatykh |       |
| Medalha de bronze | CHN Fan Ye            |       |
| 4                 |                       |       |
| 5                 |                       |       |
| 6                 |                       |       |
| 7                 |                       |       |
| 8                 |                       |       |
| 9                 |                       |       |
| 10                |                       |       |
| 11                |                       |       |
| 12                |                       |       |
| 13                |                       |       |
| 14                |                       |       |
| 15                |                       |       |
| 16                |                       |       |
| 17                |                       |       |
| 18                |                       |       |
| 18                |                       |       |
| 20                |                       |       |
| 21                |                       |       |
| 22                |                       |       |
| 23                |                       |       |
| 24                |                       |       |

| Posição           | Ginasta               | Pontos |
| ----------------- | --------------------- | ------ |
| Medalha de ouro   | UKR Olga Shcherbatykh |        |
| Medalha de prata  | CHN Deng Ying         |        |
| Medalha de bronze | RUS L. Gabdrakhmanova |        |
| 4                 |                       |        |
| 5                 |                       |        |
| 6                 |                       |        |
| 7                 |                       |        |
| 8                 |                       |        |

| Posição           | Ginasta         | Pontos |
| ----------------- | --------------- | ------ |
| Medalha de ouro   | UKR Daria Zgoba |        |
| Medalha de prata  | CHN Zhou Zhuoru |        |
| Medalha de bronze | CHN Fan Ye      |        |
| 4                 |                 |        |
| 5                 |                 |        |
| 6                 |                 |        |
| 6                 |                 |        |
| 8                 |                 |        |

| Posição           | Ginasta            | Pontos |
| ----------------- | ------------------ | ------ |
| Medalha de ouro   | CHN Fan Ye         |        |
| Medalha de prata  | CHN Zhou Zhuoru    |        |
| Medalha de bronze | ROU Floare Leonida |        |
| 4                 |                    |        |
| 5                 |                    |        |
| 6                 |                    |        |
| 7                 |                    |        |
| 8                 |                    |        |

| Posição           | Ginasta               | Pontos |
| ----------------- | --------------------- | ------ |
| Medalha de ouro   | RUS Alena Polyan      |        |
| Medalha de prata  | CHN Fan Ye            |        |
| Medalha de bronze | RUS E. Zamolodchikova |        |
| 4                 |                       |        |
| 5                 |                       |        |
| 6                 |                       |        |
| 7                 |                       |        |
| 8                 |                       |        |

### Equipes
Finais
| Posição           | País          | Ginastas                                                                                    | Total   |
| ----------------- | ------------- | ------------------------------------------------------------------------------------------- | ------- |
| Medalha de ouro   | China         | Deng Ying Fan Ye Huang Lu Zhou Zhuoru Zhang Nan                                             | 174,700 |
| Medalha de prata  | Ucrânia       | Maryna Kostiuchenko Alina Kozich Marina Proskurina Olga Shcherbatykh Daria Zgoba            | 174,300 |
| Medalha de bronze | Rússia        | Maria Chibiskova Leysira Gabdrakhmanova Alena Polyan Elena Zamolodchikova Alena Zmev        | 173,300 |
| 4                 | Japão         | Manami Ishizaka Mariko Kakitani Erika Mizoguchi Sakiko Okabe Kana Yamawaki                  | 165,850 |
| 5                 | Coreia do Sul | Baek Hwa-Seung Kim Hyo-Bin Oh Hye-Min Su-Jung Yeo Lim Mi-Jung                               | 153,450 |
| 6                 | Taipé Chinesa | Hsu Hsiao-Chien Chen Chun-Min Chiang Pi-Hsuan                                               | 139,000 |
| 7                 | Tailândia     | Duangfoo Maliwan Khanchai Natthakan Muaktanod Peerada Phrutichai Suwadee Srutaoanya Wanicha | 134,150 |